# Coelorinchus acantholepis
Coelorinchus acantholepis är en fiskart som beskrevs av Gilbert och Hubbs 1920. Coelorinchus acantholepis ingår i släktet Coelorinchus och familjen skolästfiskar. Inga underarter finns listade i Catalogue of Life.